# FotaHub
FotaHub ist ein Onlinedienst, der Herstellern von IoT-Geräten eine sichere Aktualisierung der Betriebssoftware (Firmware) dieser Geräte ermöglichen soll. FotaHub verwendet dazu das als Industriestandard etablierte Firmware-Over-the-Air-Update-Verfahren (FOTA) und verfolgt einen plattformunabhängigen Ansatz. Insbesondere unterstützt FotaHub das sichere Ausrollen neuer Firmware-Versionen auf eine beliebige Anzahl von Geräten. Betrieben wird FotaHub vom US-amerikanischen Unternehmen FotaHub, Inc., Santa Clara, Kalifornien.

## Allgemeines
Sicherheitslücken oder andere Fehler in der Firmware von IoT-Geräten lassen sich ohne einen Austausch des Gerätes nur beheben, wenn es möglich ist, die Firmware zu aktualisieren. Analog kann der Hersteller eines IoT-Gerätes seinen Kunden per Firmware-Aktualisierung erweiterte Funktionalitäten zur Verfügung stellen.
FOTA ermöglicht es, Firmware-Aktualisierungen „over the air“ durchzuführen. Dieses kontaktlose Verfahren erleichtert besonders die Aktualisierung schwer zugänglicher Geräte.
Die FotaHub-Plattform unterstützt Geräte- bzw. Firmware-Hersteller dabei, Firmware-Aktualisierungen nicht nur auf einzelnen Geräten aufzuspielen, sondern auf einer großen Anzahl von IoT-Geräten, unabhängig davon, wo sie sich diese Geräte befinden, auch weltweit an verschiedenen Orten.

## Komponenten und Eigenschaften
Der Betreiber nennt folgende wesentliche Komponenten und Eigenschaften seines Systems:
- Ausrollen von Firmware-Versionen auf eine beliebige Anzahl von Geräten
- Unterstützung von Edge- und Edgeless-Geräten
- Hohe Sicherheit der Datenübertragung (SSL/TLS) und der Firmware-Aktualisierung selbst mit Konsistenz- und Authentizitätsprüfung
- Unterstützung zahlreicher Zielplattformen, unter anderem Linux, Windows, Raspberry Pi, Arduino, STM32, ESP32, ESP8266, SimpleLink, NXP, Microchip
- Gerätespezifische Software Development Kits zur Entwicklung fotahubfähige Firmware
- Cloud-Plattform zum Hochladen, Verwalten und Freigeben neuer Firmware-Versionen
- Team-/Kooperationsfunktionalität
- Anbindung von Continuous Integration/Continuous-Delivery-Systemen (CI/CD) zur automatisierten Bereitstellung von Firmware-Versionen auf der FotaHub-Plattform

## Preismodell
Kosten fallen laut Betreiber ausschließlich für erfolgreich durchgeführte Firmware-Downloads an.
Die Nutzung der SDKs und der FotaHub-Plattform ist für den Kunden kostenlos. Auch eine begrenzte Anzahl von Firmware-Aktualisierungen ist kostenfrei.